# Virginija Baltraitienė
Virginija Baltraitienė (ur. 4 marca 1958 w Želvaičiai w rejonie telszańskim) – litewska polityk, działaczka samorządowa, posłanka na Sejm Republiki Litewskiej, od 2014 do 2016 minister rolnictwa.

## Życiorys
W 1981 ukończyła studia ekonomiczne na Litewskiej Akademii Rolniczej. Do 1990 pracowała w administracji rolnej, kombinacie rolno-przemysłowym i rejonowej komisji planowania. Od 1990 związana z administracją rejonu kiejdańskiego (z przerwą w okresie 1994–1997, gdy pracowała w filii jednego z banków). Od 1999 do 2004 pełniła funkcję dyrektora administracji rejonowej. W 2000 i w 2003 uzyskiwała mandat radnej. Początkowo związana z Nowym Związkiem, w 2002 przystąpiła do Partii Pracy. Na przełomie 2004 i 2005 sprawowała urząd mera. W 2005 w wyborach uzupełniających została wybrana do Sejmu. W 2008 utrzymała mandat deputowanej, została powołana na wiceprzewodniczącą parlamentu. W wyborach parlamentarnych w 2012 uzyskała poselską reelekcję, wygrywając w okręgu jednomandatowym w pierwszej turze głosowania.
17 lipca 2014 dołączyła do rządu Algirdasa Butkevičiusa, obejmując stanowisko ministra rolnictwa. Zajmowała je do 13 grudnia 2016. W 2019 ponownie została radną rejonu kiejdańskiego. Mandat utrzymała także w 2023 (z ramienia Ruchu Liberalnego Republiki Litewskiej).
Jest siostrą Eugenijusa Gentvilasa.